# Krøderen
El Krøderen (també anomenat Krøderfjorden) és un llac situat al municipi de Krødsherad, al comtat de Buskerud, Noruega. El llac s'estén uns 41 quilòmetres al nord de la localitat de Krødsherad en el seu extrem sud i cap al nord arriba fins al poble de Gulsvik al municipi de Flå, a la vall de Hallingdal. El llac té una superfície de 42,88 km² i una profunditat de 119 metres. El riu principal que flueix en ell és el Hallingdalselva al nord.